# 硝酸甲酯
硝酸甲酯是一种有机化合物，化学式为CH3NO3，它是一种无色的、易爆的液体。

## 合成
硝酸甲酯可以通过硝酸和甲醇的缩合反应来制备：
CH3OH + HNO3 →  CH3NO3  +  H2O
它也可以由碘甲烷和硝酸银反应而成：
CH3I + AgNO3 → CH3NO3 + AgI

## 危险性
硝酸甲酯易爆且有毒，吸入可引起头痛。 

## 扩展阅读
- . Webbook. NIST.   [2014-06-11]. （原始内容存档于2019-11-05）.